# Roar (KAT-TUNの曲)
『Roar』（ロアー）は、KAT-TUNの28作目のシングル曲。CDデビュー15周年を迎えるKAT-TUNのアニバーサリーシングルとして2021年3月10日にJ Stormから発売された。

## 概要
前作『Ask Yourself』から約3年ぶりとなるKAT-TUNのシングル。表題曲の「Roar」はメンバーの亀梨和也主演の日本テレビ系土曜ドラマ『レッドアイズ 監視捜査班』の主題歌である。
期間限定盤1・期間限定盤2・期間限定盤3・初回限定盤・通常盤、そして15周年を記念したファンクラブ会員限定盤の各仕様で発売。期間限定盤1には亀梨和也のソロ曲、期間限定盤2には上田竜也のソロ曲、期間限定盤3には中丸雄一のソロ曲が収録され、さらにそれぞれのソロ曲のミュージックビデオが6月30日までストリーミング視聴できるシリアルコードが封入される。初回限定盤のDVD・Blu-rayには表題曲「Roar」のビデオクリップ・メイキングを収録。
また、発売日同日よりタイトル曲「Roar」と配信限定のカップリング曲「Flashback」の2曲がグループの曲で初めて配信リリースされた。
ファンクラブ盤を除く5形態全てに印字されているユーザーコードを使用することで、2021年3月27日21:00からの生配信『KAT-TUNデビュー15周年 前夜祭』が視聴可能となる。

## 収録曲

### CD

#### 通常盤・初回限定盤
※「光跡」以降、通常盤のみ収録。
1. Roar [3:58]
作詞：岡田一成、作曲：岡田一成・Janne Hyoty、編曲：吉岡たく・弦一徹
  - 亀梨和也主演 日本テレビ系ドラマ『レッドアイズ 監視捜査班』主題歌
2. 光跡 [4:12]
作詞：松井五郎、作曲：柳沢英樹、編曲：家原正樹
3. Light and Blue [3:46]
作詞・作曲・編曲：Rouno
  - 日本テレビ系プロ野球中継『DRAMATIC BASEBALL 2021』テーマソング[16]
  - 日本テレビ系「Going!Sports&News」テーマソング[16]
4. to the NEXT [3:44]
作詞：草川瞬、作曲：Atsushi Shimada・草川瞬、編曲：Atsushi Shimada
  - 日本テレビ系プロ野球中継『DRAMATIC BASEBALL 2020』テーマソング[17]
5. Roar（オリジナル・カラオケ）
6. 光跡（オリジナル・カラオケ）
7. Light and Blue（オリジナル・カラオケ）
8. to the NEXT（オリジナル・カラオケ）

#### 期間限定盤1
※2021年6月30日までの期間限定生産。
1. Roar
2. Loner [3:15]
作詞：hartog・Komei Kobayashi・KOMU、作曲：Andreas Ohrn・Josef Melin、編曲：Josef Melin
3. Pure Ice [3:07] - 亀梨和也
作詞：AK-69、作曲・編曲：RIMAZI・AK-69
ミュージックビデオが6月30日までストリーミング視聴可能[11]。

#### 期間限定盤2
※2021年6月30日までの期間限定生産。
1. Roar
2. Desire [3:52]
作詞：ma-saya、作曲：Nicklas Eklund・Ronnie Icon・MiNE、編曲：Nicklas Eklund・立山秋航
3. ヤンキー片想い中 [4:20] - 上田竜也
作詞：上田竜也、作曲：黒須克彦・河合英嗣、編曲：河合英嗣
  - 2008年のソロコンサートで歌っていた曲を本作でCD初収録[18]。

ミュージックビデオが6月30日までストリーミング視聴可能[11]。

#### 期間限定盤3
※2021年6月30日までの期間限定生産。
1. Roar
2. FALL INTO U [4:09]
作詞・作曲・編曲：森大輔
3. change your mind [4:13] - 中丸雄一
作詞：中丸雄一、作曲・編曲：Jovette Rivera
  - 舞台『中丸君の楽しい時間4』劇中歌[19]

ミュージックビデオが6月30日までストリーミング視聴可能[11]。

#### ファンクラブ限定盤
1. Roar
2. 青天の霹靂
作詞：satomi、作曲：稲田潤、編曲：m-takeshi
3. ツキノミチ
作詞：TAKESHI、作曲・編曲：蔦谷好位置
  - 亀梨和也主演 日本テレビ系ドラマ『金田一少年の事件簿 吸血鬼伝説殺人事件』主題歌
4. Le ciel 〜君の幸せ祈る言葉〜
作詞：SPIN、フランス語詞：miguel、Rap詞：上田竜也、作曲：Akihito、編曲：ha-j
  - ロッテ「キシリトールガムプラスX」CMソング
5. 青天の霹靂（オリジナル・カラオケ）
6. ツキノミチ（オリジナル・カラオケ）
7. Le ciel 〜君の幸せ祈る言葉〜（オリジナル・カラオケ）

### DVD/Blu-ray

#### 初回限定盤
1. Roar（ビデオ・クリップ+メイキング）

#### ファンクラブ限定盤
1. KAT-TUNデビュー15周年スペシャルインタビュー

### DIGITAL
1. Roar
2. Flashback
作詞：浦島健太、作曲：浦島健太・菊池博人、編曲：菊池博人
配信限定のカップリング曲[13]。

## チャート成績
初週25.3万枚を売り上げ、2021年3月16日発表のオリコン週間シングルランキングでは初登場1位を記録し、デビュー作から28作連続となる1位を獲得した。また、オリコン週間デジタルシングル（単曲）ランキングでも、「Roar」が週間DL数1.1万DL（11,495DL）で4位、「Flashback」が週間DL数0.9万DL（9,367DL）で8位にランクインした。